# Friedrich List (Politiker)

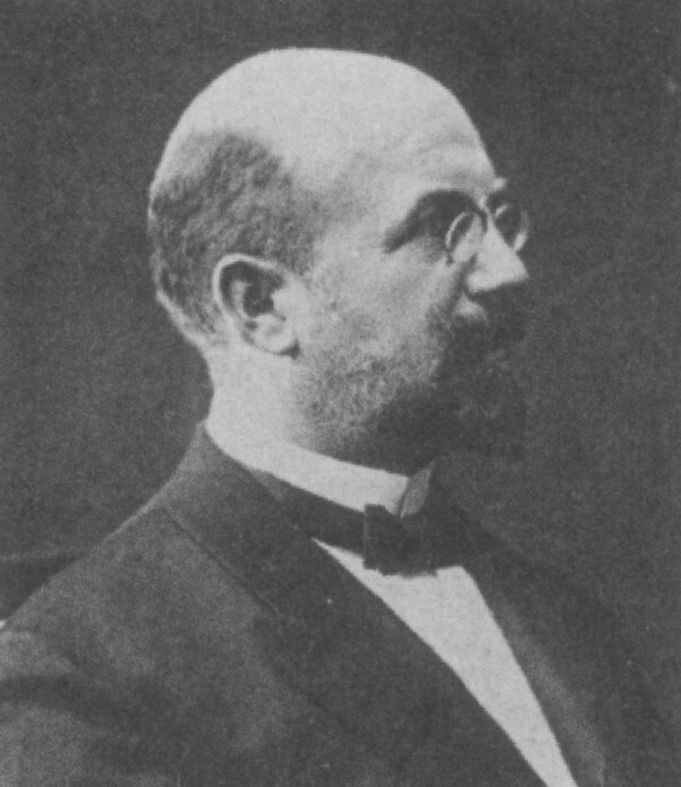
Friedrich List als Reichstagsabgeordneter 1912

Friedrich List (* 1. August 1869 in Ulm; † 6. Juli 1940 ebenda) war Jurist und Mitglied des Deutschen Reichstags.

## Leben
List besuchte das Gymnasium Ulm und von 1887 bis 1891 die Universitäten Tübingen (Mitglied der Studentenverbindung AV Virtembergia Tübingen) und Berlin. Ab 1896 war er Rechtsanwalt in Reutlingen. Ferner war er Leutnant der Landwehrfußartillerie II. Aufgebots und Präsident des Deutschen Sängerbundes.
Von 1912 bis 1918 war er Mitglied des Deutschen Reichstags für den Wahlkreis Württemberg 5 (Esslingen, Nürtingen, Kirchheim, Urach) und die Nationalliberale Partei.